# Дребот, Сергей Владимирович
Сергей Владимирович Дребот (род. 16 мая 1987, Ивано-Франковск) — украинский дзюдоист лёгкой и полулёгкой весовых категорий, выступает за сборную Украины начиная с 2007 года. Участник летних Олимпийских игр в Лондоне, чемпион Европы в командном зачёте, бронзовый призёр первых Европейских игр в Баку, победитель многих турниров национального и международного значения. Мастер спорта Украины международного класса.

## Биография
Сергей Дребот родился 16 мая 1987 года в городе Ивано-Франковске Украинской ССР.
Активно заниматься дзюдо начал с раннего детства, проходил подготовку во Львове под руководством тренеров Александра Бавшина и Татьяны Гавриловой. На юниорском уровне заявил о себе ещё в 2003 году, когда выиграл бронзовую медаль на чемпионате Европы среди кадетов в Баку. Год спустя получил бронзу на чемпионате Украины среди юниоров, ещё через год одержал победу на двух юниорских турнирах класса «А». В 2006 году впервые стал чемпионом взрослого украинского первенства в полулёгкой весовой категории.
Первого серьёзного успеха на взрослом международном уровне добился в сезоне 2007 года, когда попал в основной состав украинской национальной сборной и дебютировал в Кубке мира, в частности на этапе в Баку завоевал серебряную медаль. В 2008 и 2009 годах неизменно был лучшим в зачёте чемпионатов Украины в своём весовом дивизионе, неоднократно попадал в число призёров различных международных турниров. В 2010 году отметился победой на этапе Кубка мира в Лиссабоне, в 2011 году помимо прочего одержал победу в командной дисциплине на чемпионате Европы Стамбуле.
В 2012 году на европейском первенстве в Челябинске стал бронзовым призёром в командном зачёте и благодаря череде удачных выступлений удостоился права защищать честь страны на летних Олимпийских играх в Лондоне. Тем не менее, успеха здесь не добился, в первом же своём поединке уступил корейцу Чо Джун Хо и лишился тем самым всяких шансов на попадание в число призёров.
После неудачной лондонской Олимпиады Дребот остался в основном составе украинской национальной сборной и продолжил принимать участие в крупнейших международных турнирах, хотя поднялся при этом в лёгкую весовую категорию. Так, в 2013 году он в очередной раз выиграл чемпионат Украины, завоевал золото на гран-при Южной Кореи в Чеджу и вновь стал бронзовым призёром командного первенства, на сей раз на чемпионате Европы в Будапеште. В 2015 году одержал победу на чемпионате Украины в Киеве и побывал на первых Европейских играх в Баку, откуда привёз награду бронзового достоинства, выигранную в командной дисциплине. При этом в личном зачёте не смог пройти словенца Рока Дракшича. За выдающиеся спортивные достижения удостоен почётного звания «Мастер спорта Украины международного класса».
Имеет высшее образование, окончил Львовский национальный медицинский университет имени Данила Галицкого. По образованию является стоматологом.